# Jeux d'Afrique centrale
Les Jeux d'Afrique centrale sont une ancienne compétition multisports réunissant des pays d'Afrique centrale. Elle s'est déroulée trois fois, entre 1976 et 1987.

## Historique
Une « coupe d'Afrique centrale » s'est déroulée à Brazzaville en 1972. Cette compétition multisport a servi de précurseur aux Jeux d'Afrique centrale.
La première édition s'est tenue en 1976 à Libreville et devait servir de répétition avant les Jeux de Montréal. Ce fut finalement la principale compétition de l'année pour de nombreux athlètes, en raison du boycott de la plupart des pays africains aux Jeux olympiques.
La deuxième édition devait se tenir à N'Djaména ; elle a finalement lieu à Luanda.
La dernière édition devait se dérouler en 1983, puis en 1985. C'est finalement à Brazzaville en 1987 que se déroule la troisième édition, qui a servi de qualifications pour les Jeux africains de Nairobi dans plusieurs sports.

## Éditions
| Édition | Année | Ville       | Pays                | Dates                      |
| ------- | ----- | ----------- | ------------------- | -------------------------- |
| I       | 1976  | Libreville  | Gabon               | 30 juin - 10 juillet 1976  |
| II      | 1981  | Luanda      | Angola              | 20 août - 2 septembre 1981 |
| III     | 1987  | Brazzaville | République du Congo | 18 - 30 avril 1987         |

## Sports
Huit sports différents ont été représentés aux Jeux d'Afrique centrale :
- Athlétisme (détails)
- Basket-ball (détails)
- Boxe (détails)
- Cyclisme (détails)
- Football (détails)
- Handball (détails)
- Judo (détails)
- Volley-ball (détails)

## Participants
Onze pays ont participé aux Jeux d'Afrique centrale :
- Angola
- Burundi
- Cameroun
- Gabon
- Guinée équatoriale
- République centrafricaine
- République du Congo
- Rwanda
- Sao Tomé-et-Principe
- Tchad
- Zaïre